# دائرة الروينة
دائرة الروينة إحدى دوائر ولاية عين الدفلى الجزائرية . عاصمتها هي الروينة وتضم بلديات : 
- الروينة
- الماين
- زدين